# Hong Kong Open 1999 - Qualificazioni doppio
Le qualificazioni del doppio  dell'Hong Kong Open 1999 sono state un torneo di tennis preliminare per accedere alla fase finale della manifestazione. I vincitori dell'ultimo turno sono entrati di diritto nel tabellone principale. In caso di ritiro di uno o più giocatori aventi diritto a questi sono subentrati i lucky loser, ossia i giocatori che hanno perso nell'ultimo turno ma che avevano una classifica più alta rispetto agli altri partecipanti che avevano comunque perso nel turno finale.
Le qualificazioni del doppio del torneo Hong Kong Open 1999 prevedevano 4 coppie partecipanti di cui una è entrata nel tabellone principale.

## Teste di serie
1. Brad Gilbert /  Andrew Town (ultimo turno)

1. Hing-Cheong Lau /  Derek Ling (primo turno)

## Qualificati
1. Hendrik Dreekmann  /   Christian Vinck

## Tabellone

### Legenda
| - Q = Qualificato - WC = Wild card - LL = Lucky loser | - ALT = Alternate - SE = Special Exempt - PR = Protected Ranking | - w/o = Walkover - r = Ritirato - d = Squalificato |

|  | Primo turno | Primo turno                       | Primo turno                       | Primo turno | Primo turno |  |  | Ultimo turno | Ultimo turno                      | Ultimo turno                      | Ultimo turno | Ultimo turno |  |
|  |             |                                   |                                   |             |             |  |  |              |                                   |                                   |              |              |  |
|  | 1           | Brad Gilbert Andrew Town          | Brad Gilbert Andrew Town          | 6           | 6           |  |  |              |                                   |                                   |              |              |  |
|  |             | Kai-Ho Lo Ivan Yeh                | Kai-Ho Lo Ivan Yeh                | 1           | 2           |  |  | 1            | Brad Gilbert Andrew Town          | Brad Gilbert Andrew Town          | 4            | 4            |  |
|  |             | Hendrik Dreekmann Christian Vinck | Hendrik Dreekmann Christian Vinck | 6           | 6           |  |  |              | Hendrik Dreekmann Christian Vinck | Hendrik Dreekmann Christian Vinck | 6            | 6            |  |
|  | 2           | Hing-Cheong Lau Derek Ling        | Hing-Cheong Lau Derek Ling        | 0           | 0           |  |  |              |                                   |                                   |              |              |  |